# Mu'omu'a
Mu'omu'a è un distretto delle Tonga della divisione di Haʻapai con 344 abitanti (censimento 2021).
Le isole del gruppo Nomuka, localmente conosciute come 'Otu Mu'mu'a, sono a sud dell'arcipelago Haʻapai.
Le isole del distretto hanno subito ingenti danni a seguito dell'eruzione dell'Hunga Tonga del 2022.

## Località
Di seguito l'elenco dei villaggi del distretto:
- Nomuka - 239 abitanti
- Mango - 36 abitanti
- Fonoifua - 69 abitanti

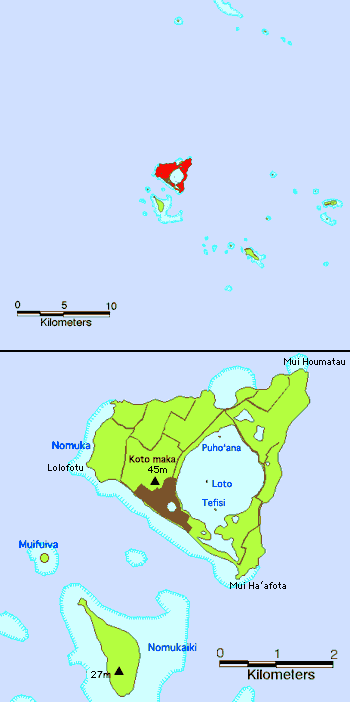
L'isola Nomuka
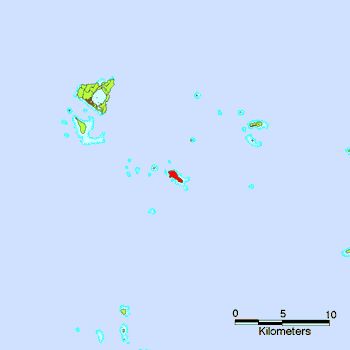
Posizione dell'isola di Mango.
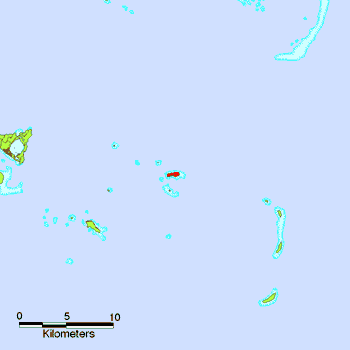
Posizione dell'isola di Fonoifua.